# Дзвеняче
Дзвеня́че (укр. Дзвеняче) — село, входит в Белоцерковский район Киевской области Украины.
Население по переписи 2001 года составляло 402 человека. Почтовый индекс — 09820. Телефонный код — 4560. Занимает площадь 1,341 км². Код КОАТУУ — 3224682801.

## Местный совет
09820, Київська обл., Тетіївський р-н, с.Дзвеняче